# Bahnhof Saalburg (Taunus)
Der Bahnhof Saalburg (Taunus) (im Kursbuch von 1993 bis 2008 als Saalburg/Lochmühle bezeichnet, seitdem nur noch Saalburg) ist ein Bahnhof an der Bahnstrecke Friedrichsdorf–Albshausen auf dem Gebiet von Köppern im Köpperner Tal. Er erschließt das Wehrheimer Wohngebiet Saalburgsiedlung, den Freizeitpark Lochmühle und ist die nächstgelegene Eisenbahnstation zum Römerkastell Saalburg. Dieses war von 1900 bis 1935 auch direkt mit Bad Homburg durch die elektrische Saalburgbahn verbunden, heute Stadtbuslinie 5. Im Bahnhofsbereich kreuzt die Bahnstrecke den Verlauf des römischen Limes.

## Geschichte
Der Bahnhof war der jüngste an der 1895 eröffneten Eisenbahnstrecke Homburg vor der Höhe–Usingen. Anlässlich der Eröffnung des wiederaufgebauten Römerkastells Saalburg durch Kaiser Wilhelm II. am 10. Oktober 1900 wurde auch der Bahnhof an Streckenkilometer 7,0 in Betrieb genommen. Neben der Förderung des Tourismus war auch der Abtransport des in der Nähe abgebauten Quarzits Ziel des Bauvorhabens. Dieser Kies-Transport über die Schiene wurde 1996 eingestellt. Zwischen 1983 und 1992 war die Station nach Abbau von Stellwerk und Signalen sowie etwas später dem östlichen Gleiswechsel betrieblich zwar nur ein Haltepunkt, das zweite Gleis und die westliche Weiche waren jedoch im Gegensatz etwa zu Neu-Anspach wegen des Güterverkehrs nicht zurückgebaut worden. Als die Strecke 1992 modernisiert wurde, erhielt der Bahnhof neben zwei Außenbahnsteigen neue Signaltechnik und wieder einen Gleiswechsel östlich des Bahnübergangs.

## Gebäude

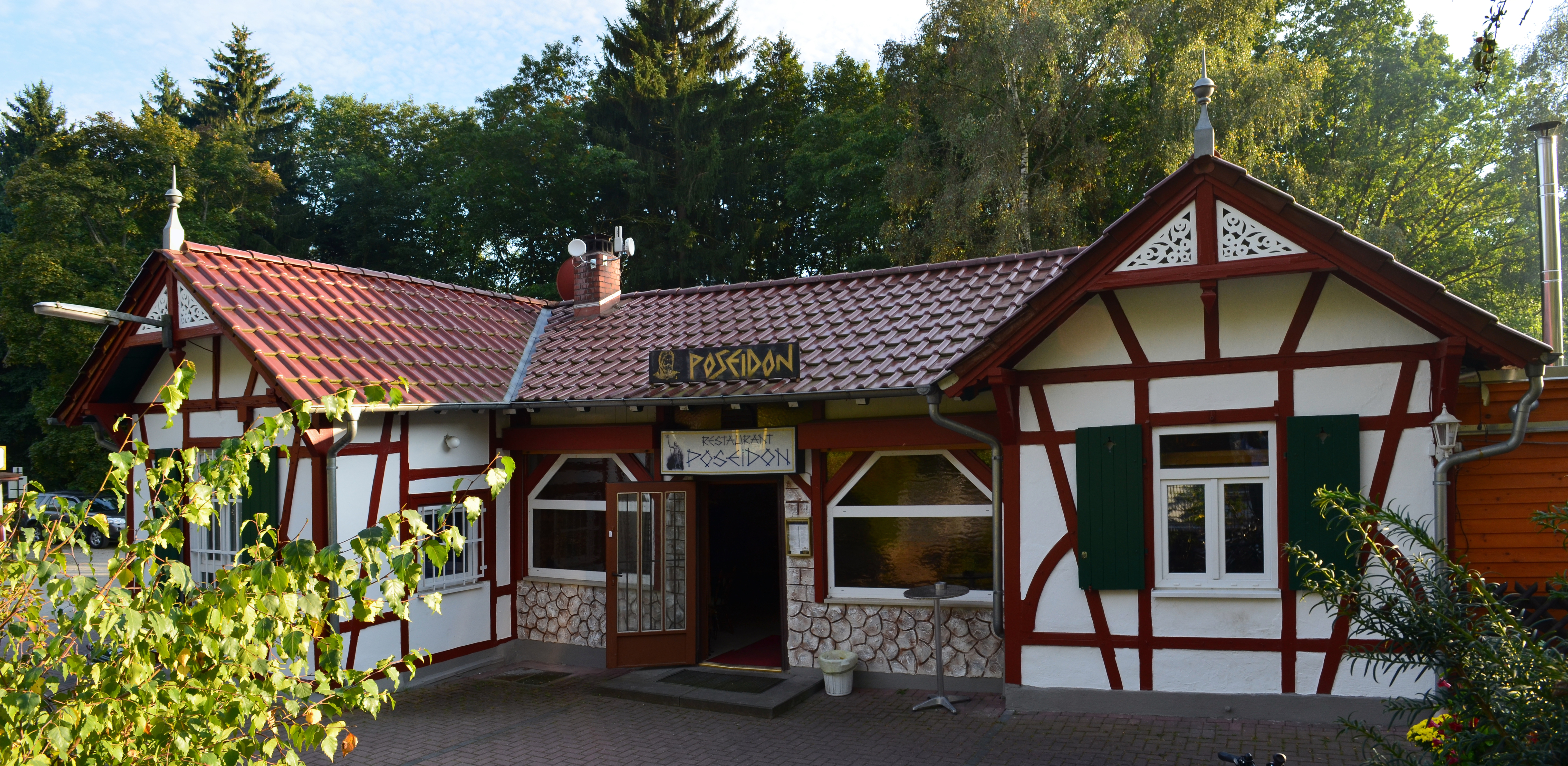
Ehemaliges Empfangsgebäude

Das ehemalige Empfangsgebäude ist im Stil eines pittoresken Gartenhauses erbaut. Das teilunterkellerte Gebäude besteht aus drei Gebäudeflügeln, einem parallel zur Bahnlinie verlaufenden Haupttrakt und zwei unterschiedlich langen Seitenflügeln zur Bahnsteigseite. Es ist in Sichtfachwerk erstellt. Früher gehörte ein separates Toilettenhäuschen zum Ensemble. Das ehemalige Empfangsgebäude ist ein Kulturdenkmal nach dem Hessischen Denkmalschutzgesetz und wird heute als Restaurant genutzt.

## Bahnanlagen
Es handelt sich um einen zweigleisigen Bahnhof mit Außenbahnsteigen in 96 cm Einstiegshöhe. Der Bahnhof ist mit H/V-Lichtsignalen in Kompaktbauweise voll signalisiert. Bevor das zweite Gleis in Köpperner Richtung hinter dem Bahnübergang wieder auf die Strecke trifft, zweigt der mit einer Gleissperre gesicherte Anschluss zum Quarzit-Werk ab, der heute nach einigen Metern im Grünbewuchs endet. Das Streckengleis wurde auf dieser Höhe im Zuge der Modernisierung 1992 verlegt, um den Kurvenradius zu erhöhen und damit die Streckenführung zu verbessern.

## Verkehr
Die Linie RB 15 hält im Bahnhof Saalburg werktags bis Samstagmittag im Halbstundentakt in jede Richtung, ansonsten stündlich. Werktags am Morgen und am Nachmittag verkehren als Taktverdichter durchgehende Züge von und nach Frankfurt (Main) Hauptbahnhof, die hier mit den anderen Zügen kreuzen.
| Linie | Verlauf | Takt                                                |
| ----- | --- | --------------------------------------------------- |
| RB 15 | (Frankfurt (Main) Hbf – Frankfurt-Rödelheim – Oberursel (Taunus) –) (nur HVZ) Bad Homburg – Seulberg – Friedrichsdorf (Taunus) – Köppern – Saalburg (Taunus) – Wehrheim – Neu-Anspach – Hausen (Taunus) – Usingen – Wilhelmsdorf (Taunus) – Hundstadt – Grävenwiesbach – Hasselborn – Brandoberndorf Stand: Fahrplanwechsel Dezember 2022 | 60 min 30 min (Bad Homburg–Grävenwiesbach werktags) |

Im Busverkehr wird der Bahnhof von einzelnen Fahrten der Linien 59 und 64 sowie im Schülerverkehr von der Linie 63 angefahren. Der RMV behandelt den Bahnhof Saalburg tariflich als Teil der Gemeinde Wehrheim.